# مارتینز ادیشن (مریلند)
مارتین'س ادیشن (به انگلیسی: Martin's Additions) شهری در ایالت مریلند کشور ایالات متحده آمریکا است که جمعیت آن در سرشماری سال ۲۰۱۰ میلادی، ۹۳۳ نفر بوده‌است.